# Petnjica
Petnjica este un sat din comuna Petnjici, Muntenegru. Conform datelor de la recensământul din 2003, localitatea are 565 de locuitori (la recensământul din 1991 erau 643 de locuitori).

## Demografie
În satul Petnjica locuiesc 387 de persoane adulte, iar vârsta medie a populației este de 31,8 de ani (30,9 la bărbați și 32,7 la femei). În localitate sunt 125 de gospodării, iar numărul mediu de membri în gospodărie este de 4,52.
|  |

| Demografie | Demografie | Demografie |
| An         | Locuitori  | Locuitori  |
| ---------- | ---------- | ---------- |
|            |            |            |
|            |            |            |
|            |            |            |
|            |            |            |
| 1948       | 442        |            |
| 1953       | 488        |            |
| 1961       | 667        |            |
| 1971       | 684        |            |
| 1981       | 673        |            |
| 1991       | 643        | 632        |
| 2003       | 778        | 565        |

| \| Componența etnică conform recensământului din 2003[2] \| Componența etnică conform recensământului din 2003[2] \| Componența etnică conform recensământului din 2003[2] \| Componența etnică conform recensământului din 2003[2] \| Componența etnică conform recensământului din 2003[2] \| \| ----------------------------------------------------- \| ----------------------------------------------------- \| ----------------------------------------------------- \| ----------------------------------------------------- \| ----------------------------------------------------- \| \| \| \| \| \| \| \| Bosniaci \| Bosniaci \| \| 446 \| 78,93% \| \| Musulmani \| Musulmani \| \| 95 \| 16,81% \| \| Muntenegreni \| Muntenegreni \| \| 9 \| 1,59% \| \| Sârbi \| Sârbi \| \| 1 \| 0,17% \| \| necunoscută \| necunoscută \| \| 2 \| 0,35% \| |              |  |     |        |
| Componența etnică conform recensământului din 2003 |              |  |     |        |
| |              |  |     |        |
| Bosniaci | Bosniaci     |  | 446 | 78,93% |
| Musulmani | Musulmani    |  | 95  | 16,81% |
| Muntenegreni | Muntenegreni |  | 9   | 1,59%  |
| Sârbi | Sârbi        |  | 1   | 0,17%  |
| necunoscută | necunoscută  |  | 2   | 0,35%  |